# باكستان الشرقية
باكستان الشرقية (بالأردية: مشرقي پاكستان ،بالبنغالية: পূর্ব পাকিস্তান پوربور پاكستان) هي ولاية كانت تابعة للجمهورية الإسلامية الباكستانية عاصمتها دكا وتبلغ مساحتها نحو 147,570 كيلومتر مربع. شُكلت الولاية في 14 أغسطس 1947 بعد استقلال باكستان عن المملكة المتحدة وظلت تابعة لباكستان حتى 26 مارس 1971 عندما أعلنت انفصالها واستقلالها عن باكستان وأصبحت بنغلاديش.

## تاريخ

### برنامج الوحدة الواحدة والجمهورية الإسلامية
نفذ رئيس الوزراء الباكستاني محمد علي بوغرا في عام 1955 مخطط «الوحدة الواحدة» الذي دمج المقاطعات الغربية الأربعة في وحدة واحدة تسمى باكستان الغربية بينما أعيدت تسمية شرق البنغال بباكستان الشرقية.
تبنَّت باكستان دستوراً جمهورياً في عام 1956، والذي أعلن أن باكستان جمهورية إسلامية. عُين الزعيم الشعبي سوهارواردي من باكستان الشرقية رئيساً لوزراء باكستان. وبمجرد أن أصبح رئيساً للوزراء بدأ سوهارواردي نشاطاً قانونياً لإحياء نظام انتخاب مشترك، لكن في تلك الفترة كانت هناك معارضة شديدة واستياء شعبي من النظام الانتخابي المشترك في باكستان الغربية. نقلت الرابطة الإسلامية القضية إلى الجمهور وبدأت تدعو إلى تطبيق نظام انتخابي منفصل في باكستان الغربية، أما في باكستان الشرقية فكان لنظام الانتخابات المشترك شعبية كبيرة. وقد سبَّبت هذه النزاعات بين رئيس الوزراء والرابطة الإسلامية مشاكل في الحكومة الباكستانية. علق رئيس الوزراء سوهارواردي برنامج اللجنة المالية الوطنية رغم أنها كانت ملزمة دستورياً، وبدأ في تركيز الأعمال الاقتصادية في مقاطعات باكستان الشرقية الأربع من خلال خطط اقتصادية خمسية شبيهة بخطط الاتحاد السوفيتي. قوبلت هذه الخطط التي أدت إلى مركزية الاقتصاد بمقاومة ورفض كبيرين في غرب باكستان، ورفض التجار ورجال الأعمال الالتزام بهذه السياسات. بدأ مجتمع رجال الأعمال في كراتشي نضاله السياسي لتقويض أي محاولات لتوزيع مساعدات بقيمة 10 ملايين دولار أمريكي في باكستان الشرقية، وإنشاء شركة شحن وطنية موحدة. حدثت سلسلة من الإضرابات العمالية الكبرى في أهم المدن الاقتصادية في باكستان الغربية مثل كراتشي ولاهور وكويتا وبيشاور ضد السياسات الاقتصادية لسوهارواردي، ودعم مجتمع رجال الأعمال وتجار القطاع الخاص هذه الإضرابات، بالإضافة لذلك وبهدف تحويل الانتباه عن برنامج «الوحدة الواحدة» المثير للجدل، حاول رئيس الوزراء سوهارواردي مواجهة الأزمات من خلال دعوة مجموعة صغيرة من المستثمرين الأجانب لإقامة مشاريع تجارية صغيرة في البلاد. لكن الوضع السياسي للبلاد تدهور على الرغم من مبادرات سوهارواردي وخططه، وقلق قادة ونشطاء الرابطة الإسلامية في باكستان الغربية بسبب تعليق برنامج اللجنة المالية الوطنية الملزم دستورياً، وقد اعتبر معارضو سوهارواردي أنه وبتعليقه لبرنامج اللجنة المالية الوطنية كان يحاول تحويل المزيد من المخصصات المالية والمساعدات والمنح والفرص لباكستان الشرقية، وخلال الأيام الأخيرة من سنوات رئاسته للوزراء حاول سوهارواردي تخفيف التفاوت الاقتصادي بين القسمين الشرقي والغربي للبلاد، ولكن دون جدوى، وحاول أيضاً الحد من نقص الغذاء في البلاد.
عزز سوهارواردي العلاقات مع الولايات المتحدة من خلال تعزيز العضوية الباكستانية في منظمة المعاهدة المركزية ومنظمة جنوب شرق آسيا، وعزز أيضاً العلاقات مع جمهورية الصين الشعبية، وكانت مساهمته في صياغة دستور باكستان في عام 1956 كبيرة، ولعب بذلك دوراً حيوياً في دعم الحريات المدنية بما يتماشى مع التزامه بالشكل البرلماني للديمقراطية الليبرالية.

### عهد أيوب خان
أصدر الرئيس اسكندر ميرزا في عام 1958 قانون الأحكام العرفية كجزء من انقلاب عسكري قام به قائد الجيش الباكستاني أيوب خان، لكن علاقات الرئيس ميرزا مع القوات المسلحة الباكستانية تدهورت بعد أسبوعين تقريباً، ما دفع القائد العام للجيش أيوب خان إلى إقالة الرئيس ميرزا من منصبه ونفيه بالقوة إلى المملكة المتحدة، وقد برر الجنرال أيوب خان ما فعله بعد ظهوره في الإذاعة الوطنية قائلاً: «إن القوات المسلحة والشعب يريدان قطع العلاقة بالماضي». استمرت الأحكام العرفية حتى عام 1962، وعمل المشير أيوب خان على إقالة السياسيين وموظفي الخدمة المدنية من الحكومة واستبدالهم بضباط عسكريين، ووصف أيوب نظامه بأنه «ثورة لتنظيف فوضى الفساد». أصبح أيوب خان رئيساً لباكستان والرجل القوي في البلاد لمدة أحد عشر عاماً. استمرت الأحكام العرفية حتى عام 1962 عندما قامت حكومة المشير أيوب خان بتكليف هيئة دستورية لكتابة دستور جديد تحت إشراف رئيس القضاة في باكستان محمد شهاب الدين مع عشرة قضاة كبار، خمسة منهم من باكستان الشرقية وخمسة من باكستان الغربية، وفي 6 مايو 1961 أرسلت اللجنة مسودة الدستور إلى الرئيس أيوب خان الذي قام بفحص المسودة بدقة ومناقشتها مع حكومته. وافق مجلس الوزراء أخيراً على نص الدستور الجديد في يناير 1962، وأصدره الرئيس أيوب خان في 1 مارس 1962، ودخل حيز التنفيذ في 8 يونيو 1962. أصبحت باكستان جمهورية رئاسية بموجب هذا الدستور. ألغي حق الاقتراع العام لصالح نظام أطلق عليه اسم «الديمقراطية الأساسية»، وبموجب هذا النظام ستكون الكتلة الانتخابية مسؤولة عن انتخاب الرئيس والجمعية الوطنية. أنشأ دستور عام 1962 أيضاً نظام حكم لامركزي في غرب وشرق باكستان، إذ كانت لكل مقاطعة حكوماتها الخاصة المستقلة. حدد الدستور تقاسم السلطات بين الحكومة المركزية والمقاطعات. حصلت فاطمة جناح على دعم قوي في باكستان الشرقية خلال محاولتها الفاشلة لإسقاط أيوب خان في الانتخابات الرئاسية عام 1965.
أعلنت دكا عاصمةً ثانية لباكستان في عام 1962، وكانت العاصمة التشريعية للبلاد وكلف لويس كان بتصميم مبنى الجمعية الوطنية. ازداد عدد سكان دكا في الستينيات، واستثمرت سبعة حقول غاز طبيعي في المقاطعة، وتطورت صناعة النفط مع بناء المصفاة الشرقية في مدينة شيتاغونغ الساحلية.

### السنوات الأخيرة
حلَّ الجنرال يحيى خان مكان أيوب خان، وأصبح مدير إدارة الأحكام العرفية في البلاد. نظم خان الانتخابات العامة الباكستانية لعام 1970. وفي نفس العام حدث إعصار بولا المدمر، الذي يعتبر واحداً من أكثر الكوارث الطبيعية فتكاً في القرن العشرين، فقد أودى بحياة نصف مليون شخص. تسببت آثار الإعصار الكارثية في استياء كبير ضد الحكومة الفيدرالية. وعندما أجريت الانتخابات العامة الفيدرالية، برز حزب عوامي كأكبر حزب في البرلمان الباكستاني من خلال حصوله على 167 مقعداً من أصل 169 مقعداً في باكستان الشرقية، أي أكثر من نصف عدد مقاعد البرلمان، وهو الأمر الذي منحه من الناحية النظرية الحق في تشكيل الحكومة، لكن حزب عوامي فشل في الحصول على أي مقعد في باكستان الغربية، إذ ظهر هناك حزب الشعب الباكستاني كأكبر حزب مفرد مع 81 مقعداً. أوقف المجلس العسكري إجراءات تسليم السلطة وبدأ بمفاوضات مطولة مع الأحزاب. اندلعت حركة العصيان المدني في جميع أنحاء باكستان الشرقية مطالبة بانعقاد البرلمان. أعلن مجيب الرحمن زعيم حزب عوامي النضالَ من أجل الاستقلال عن باكستان خلال خطاب ألقاه في 7 مارس 1971، وأصبحت باكستان الشرقية تحت السيطرة الشعبية لحزب عوامي، وفي عيد استقلال الجمهورية الباكستانية في 23 مارس 1971 رُفع علم بنغلاديش لأول مرة في باكستان الشرقية. شن الجيش الباكستاني حملة قمع في 26 مارس، ما أدى إلى إعلان استقلال بنغلاديش. مع استمرار حرب تحرير بنغلاديش وعمليات الإبادة الجماعية التي شهدتها بنغلاديش في عام 1971 لمدة تسعة أشهر، انشقت الوحدات العسكرية الباكستانية الشرقية مثل فوج البنغال الشرقي وبنادق شرق باكستان لتشكيل جيش بنغلاديش. تحالفت حكومة بنغلاديش المؤقتة مع الهند المجاورة التي تدخلت في الأسبوعين الأخيرين من الحرب وهو الأمر الذي أدى لاستسلام باكستان.

## معرض صور

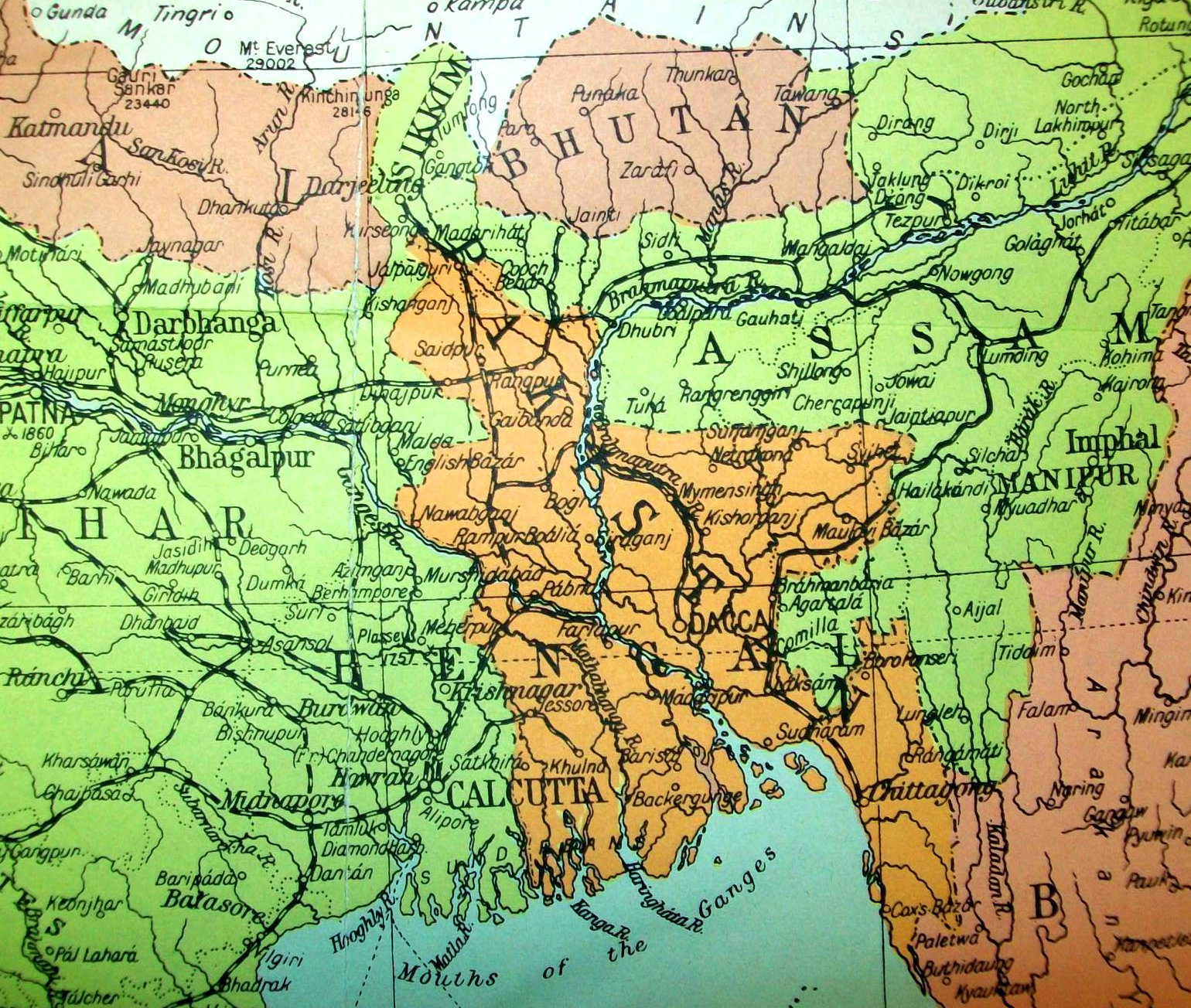
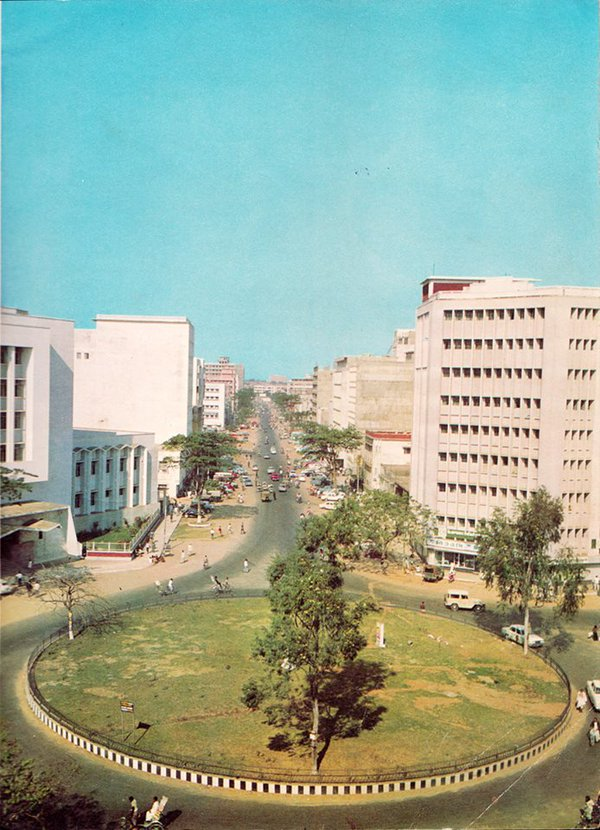
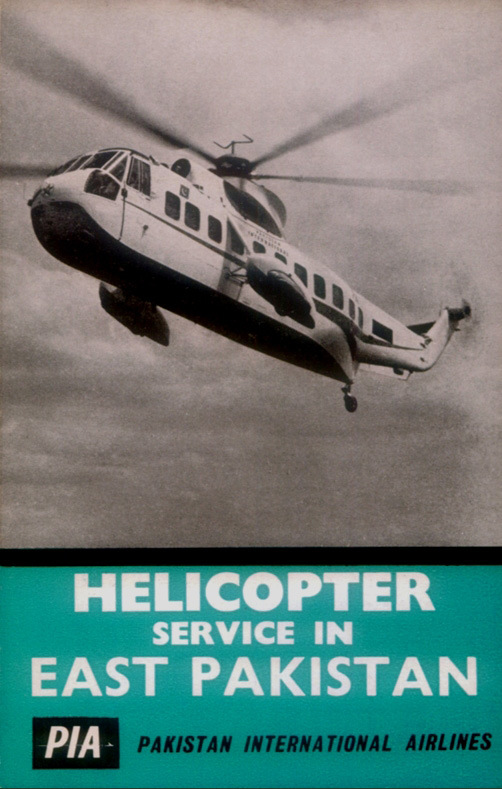
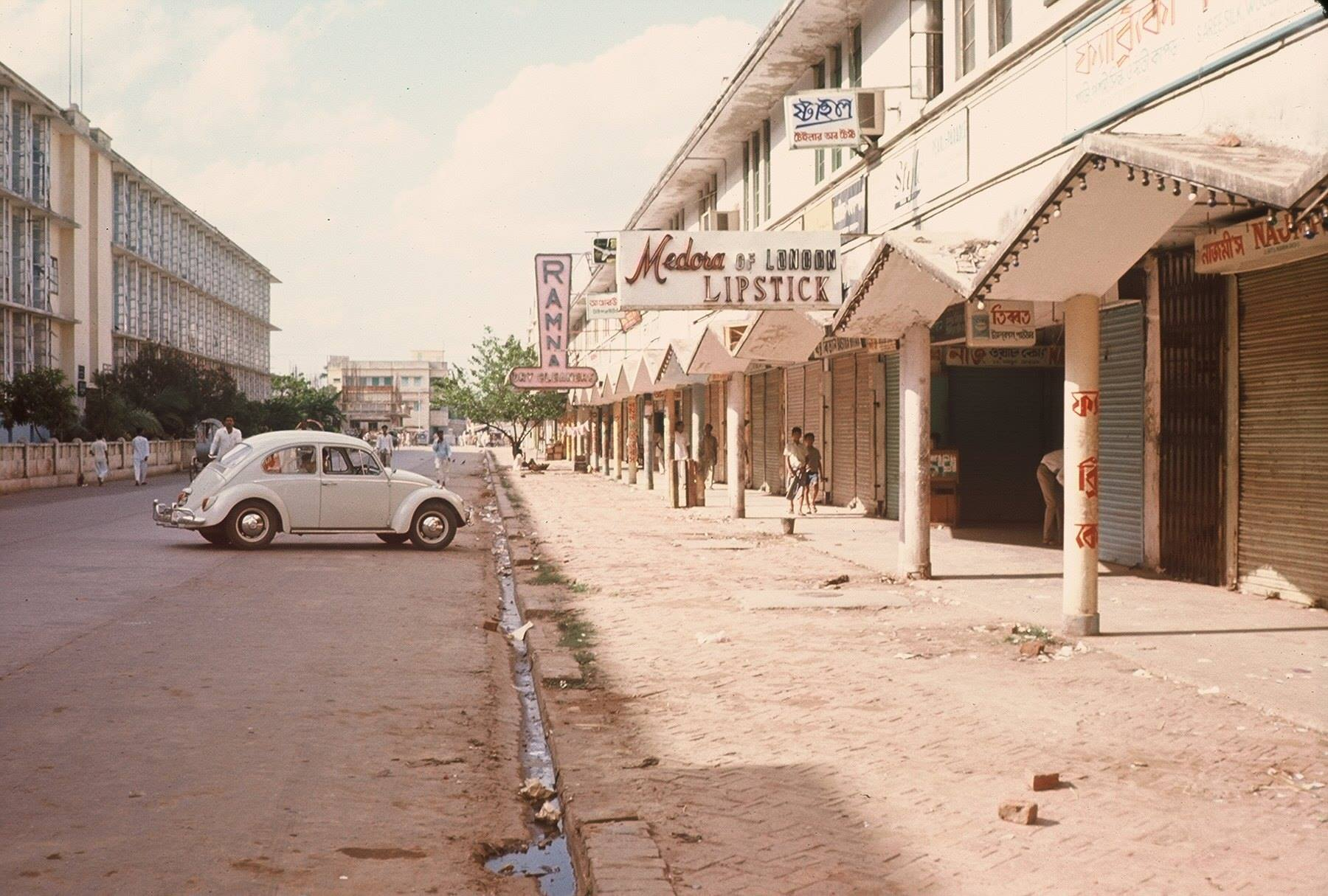
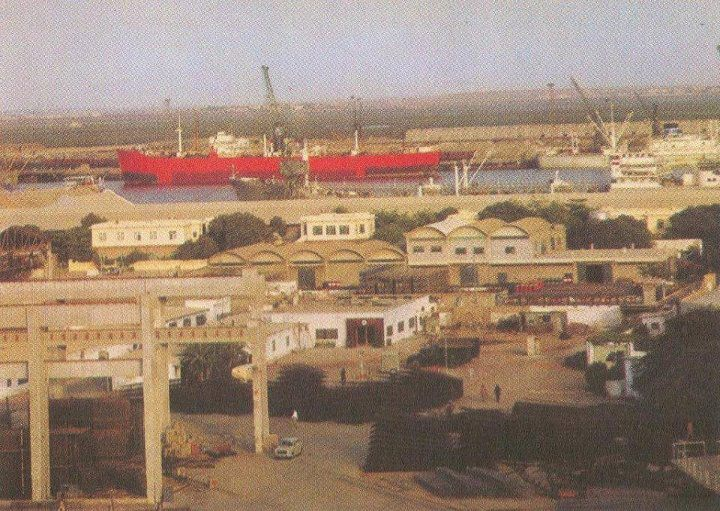
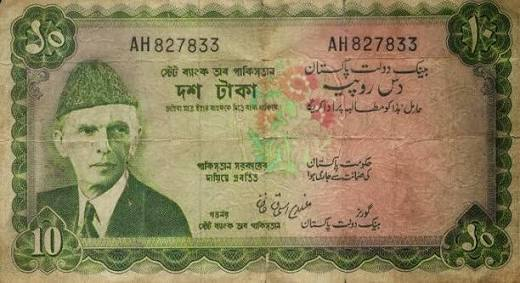

## أعلام
- طيب شمس الزمان